# Luis Barroso
Luis Barroso Álvarez (nacido el 9 de enero de 1971 en Madrid, Comunidad de Madrid) es un exjugador de baloncesto español. Con 1.93 de estatura, su puesto natural en la cancha era el de escolta.

## Trayectoria
- Cantera Cajamadrid
- BBV Villalba (1989-1990
- Atlético de Madrid Villalba (1990-1991)
- Collado Villalba (1991-1993)
- Juventud Alcalá (1993-1994)
- Juventud Alcalá (1994-1995)
- Club Baloncesto Ciudad de Huelva (1995-1998)